# Lincoln Beach
Lincoln Beach es un lugar designado por el censo ubicado en el condado de Lincoln en el estado estadounidense de Oregón. En el año 2000 tenía una población de 2,078 habitantes y una densidad poblacional de 244 personas por km².

## Geografía
Lincoln Beach se encuentra ubicado en las coordenadas 44°52′20″N 124°2′12″O / 44.87222, -124.03667.

## Demografía
Según la Oficina del Censo en 2000 los ingresos medios por hogar en la localidad eran de $33,425 y los ingresos medios por familia eran $41,415. Los hombres tenían unos ingresos medios de $32,557 frente a los $18,519 para las mujeres. La renta per cápita para la localidad era de $21,810. Alrededor del 6.9% de la población estaban por debajo del umbral de pobreza.